# 親子關係

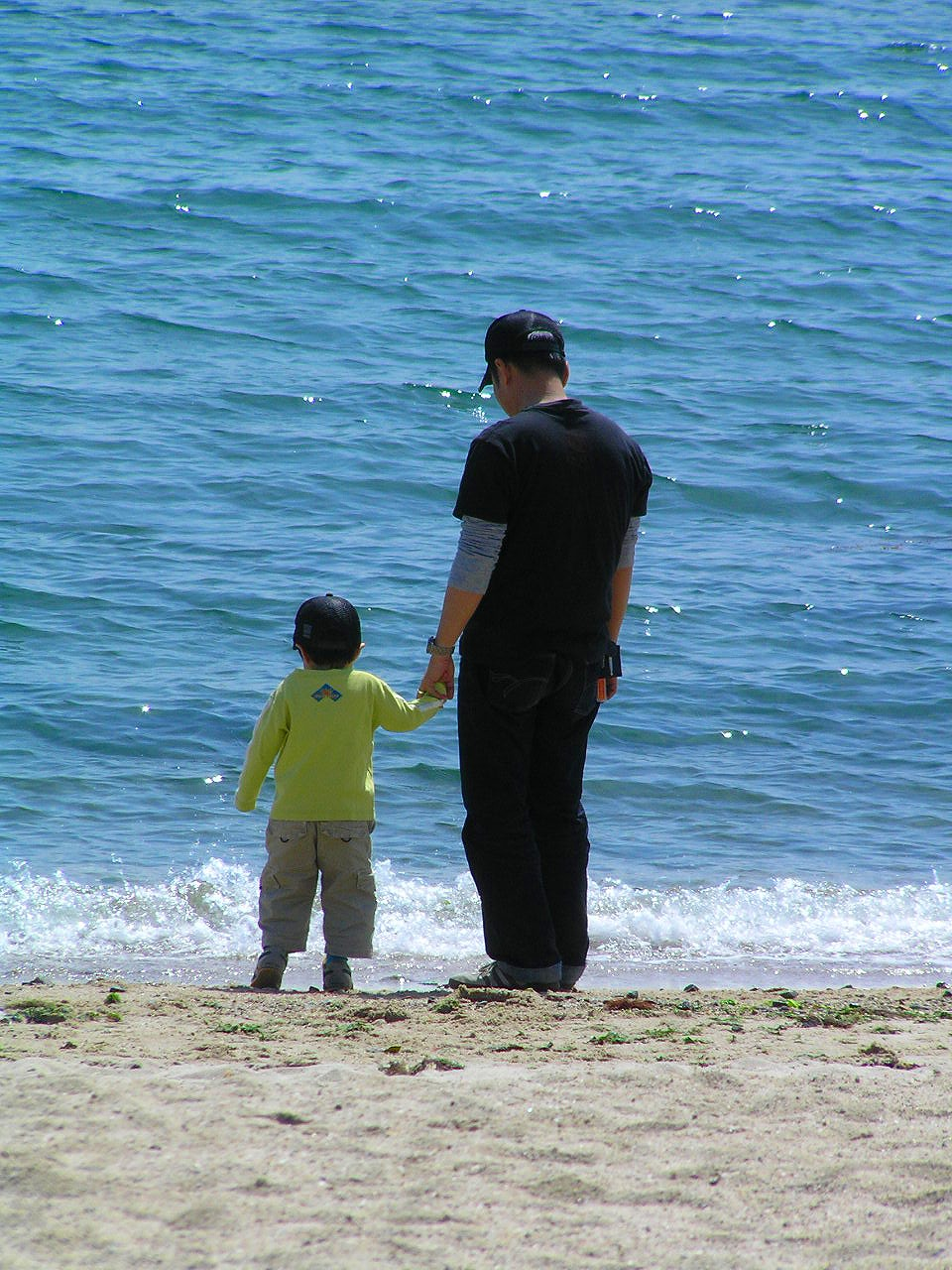
一對在海邊的親子

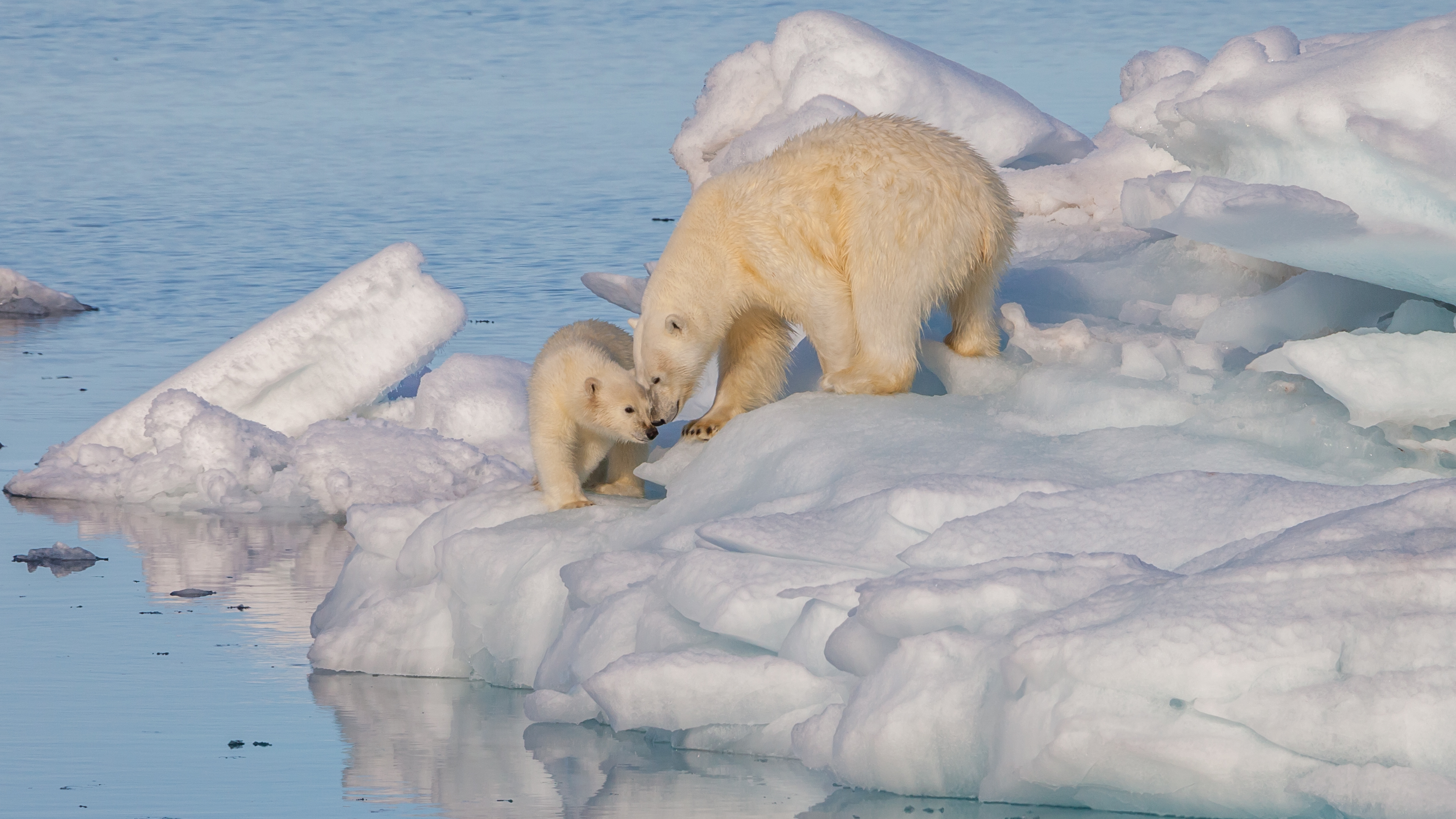
北極熊母子

親子關係是指父母與子女之間的關係，包括父母與子女的溝通和互相信任的情況。除了有親生父母子女之外，也包括無血緣關係的養子女、繼子女，以及過繼等關係。
当子女还处在婴儿时期的时候，母亲与婴儿的关系可以称之为“母婴”，父亲与婴儿的关系则可以称之为“父婴”。
當孩子與父母和其他照顧者建立牢固、充滿愛意、積極的關係時，他們的學習和發展最好。這是因為與父母和照顧者的積極關係有助於孩子了解這個世界—這個世界是否安全可靠，他們是否被愛，誰愛他們，當他們哭、笑或做鬼臉時會發生什麼等等。
沒有公式可以使親子關係正確。但是，如果與孩子的關係大部分時間都建立在溫暖、關愛和反應敏銳的互動之上，孩子就會感到被愛和安全。

## 議題
- 父母擔心子女言行舉止是否恰當? 怎樣的言行才是好孩子?
- 父母想與子女溝通時認為耗盡心力與子女溝通，卻得不到回應沒有多大的成效，或是子女表現不理想時，父母自認未盡本份，擔心付出不夠，懷疑自己是否是稱職的父母
- 父母希望子女成才，但子女言行卻像是跟父母作對般，或是不肯努力[4]
- 父母的心情隨著子女言行舉止而起伏[5]

## 建立關係
家長可以通過以下方式與孩子建立積極的關係：
- 把握與孩子相處的機會
- 在與孩子相處互動時營造積極正向的情緒氛圍
- 營造信任和尊重的關懷環境[3]

良好的親子關係的建立，在於父母與子女如何相處、教養等，家長要發揮正面作用，子女也要多了解家長的立場，才能和諧地讓親近的兩代關係成長。對於增進親子關係的探討，在台灣、香港、新加坡都有很大的市場，由當地的教育心理學專家大力推崇。他們否定家長式管治、「棒下出孝兒」等傳統家法、理論。
父母與子女交談時，要對子女的心情故事感到好奇有興趣，父母應該放下長輩的身段，多以開放式問題與子女交談而非用命令指導式的語氣，子女才會有意願跟父母溝通。父母對待子女要有耐心，子女能尊重父母，就可以建立良好的親子互動。
無論父母與子女間溝通結果如何，要記住子女是獨立的個體，而非父母的一部分，當雙方溝通完後，子女有自我的主見不同於家長意見時，選擇開放式的尊重子女，而非用家長權威、學問較高或見過的人情世故比較廣強迫要求子女，選擇用說理的方式讓子女做出理性的決定，即使溝通結果子女意見跟家長不同，也不至於會有太大的差異。
父母教養子女的過程中，應該以激發子女自主學習的動機為主，而非成為全知全能的超人。
子女在父母教養的成長過程中，勢必不可能全盤接受所有家長的意見想法，因此當面對成長過程中的過錯與遺憾時，也要記得這是子女本身做出的決定，切勿將所有過錯歸咎到父母身上，逃避了子女本身該負的學習與成長責任。子女面對父母過錯與缺失時，要謹記父母跟子女一樣只是一般人，都會有七情六慾貪嗔癡等缺點，不可以因為父母過錯與缺失便逃避本身的責任與過失都怪罪到父母身上，而要記得同樣身為獨立的個體，子女也要負起自我人生的職責，勇敢面對，而非躲避在親子關係的缺失中逃避問題。

### 與孩子相處的一些方法
- 表現出接納，讓孩子隨心所欲，盡量不要一直指導。如果孩子想假裝積木是人，那沒關係。不必讓孩子以“正確”的方式使用它們。
- 注意孩子在做什麼，不加評判地評論或鼓勵它。
- 傾聽並嘗試了解孩子的真實感受。例如，如果孩子正在講一個關於白天發生的很多事情的長篇故事，他們可能真的是在說他們喜歡新老師或者他們心情很好。
- 停下來想想孩子的行為透露出什麼。例如，如果十幾歲的孩子在家長身邊閒逛但話不多，他們可能只是想靠近家長。家長可以擁抱他們或評估讓他們參與正在進行的事務（或在旁邊觀察），而無需交談。

與孩子在一起的一部分就是給孩子做榜樣的機會。例如：
- 讓孩子通過觀察並對陪伴者所說或所做的事情做出反應來引導遊戲。這對年幼的孩子來說很有幫助。
- 支持孩子的想法。例如，如果孩子決定計劃一次家庭聚餐，可以予以鼓勵支持。
- 當孩子表達意見時，可以將對話作為一種了解孩子想法和感受的方式，即使彼此想法和感受不同。
- 覆述孩子的話、微笑和眼神交流會讓孩子知道，當談話或共度時光時，陪伴者正在給予關注。這些溫暖和興趣的表達可以幫助孩子感到安全並建立自信。[3]

### 優質時間
孩子通過花時間與照顧者互動來學習和發展。例如，在孩子出生後的前三年，花時間與孩子交談有助於孩子學習語言。
陪伴者和孩子之間的積極關係建立在優質時間之上。在一起的時間是了解彼此的經歷、想法、感受和不斷變化的興趣的方式。這表明陪伴者重視並欣賞孩子，這對關係法展非常有利。
優質時間可以隨時隨地發生，發生在平凡的日子和情境之中。這可以是陪伴者在給蹣跚學步的孩子洗澡時一起大笑，也可以是在車裡與十幾歲的孩子愉快地交談。這些時刻讓陪伴者有機會通過微笑、大笑、眼神交流、擁抱和溫柔的觸摸來傳達積極的信息。
陪伴者可以通過盡量減少干擾來充分利用在一起的時間。這就像收起手機一樣簡單。它可以幫助孩子知道陪伴者真的很想與他們共度不間斷的時光。
在家庭生活中，有時可能無法每天有很多時間陪伴孩子。但是計劃與孩子進行一些定期的一對一時間可以幫助計算時間。

### 信任和尊重
信任和尊重對於積極的親子關係至關重要。在與孩子在一起的最初幾年，建立信任很重要。當孩子知道他們可以信任照顧者來滿足他們的需求時，他們會感到安全。這種安全感和保障感讓孩子有信心探索世界。隨著孩子長大，信任和尊重變得更加雙向。
家長可以在關係中培養信任和尊重。例如：
- 當孩子需要支持、照顧或幫助時，照顧者可以隨時待命。這可能是在蹣跚學步的孩子跌倒時接他們，或者在他們在聚會後打電話請求接他們。這有助於孩子學會相信當他們需要時照顧者會在那裡。
- 堅守承諾，這樣孩子就會學會對照顧者產生信任，也培養出對一般人的廣泛信任和信心，還有健康的自尊和判斷能力。例如，如果照顧者答應孩子參加學校活動，務必盡其所能地前往參與。
- 了解孩子並珍視他們本來的樣子。為孩子的興趣提供支持。尊重孩子的感受和意見可以鼓勵孩子繼續開敞的與照顧者分享想法。
- 當孩子表達與不同的意見時，務必傾聽而不要評判或顯示憤怒。這會傳達一個信息，即照顧者將傾聽並幫助孩子解決未來的困難問題或情況。
- 讓這種關係隨著孩子的成長及其需求和興趣的變化而發展。例如，孩子可能不再希望照顧者和他們的朋友一起去公園玩，儘管孩子過去喜歡和照顧者一起在那裡玩耍。
- 制定一些嚴格但公平的生活規則。規則是關於照顧者的家人希望如何照顧和對待其成員的明確聲明。它們可以幫助孩子相信照顧者會始終如一地對待他們。